# 蓬卡哈尔尤国家旅馆

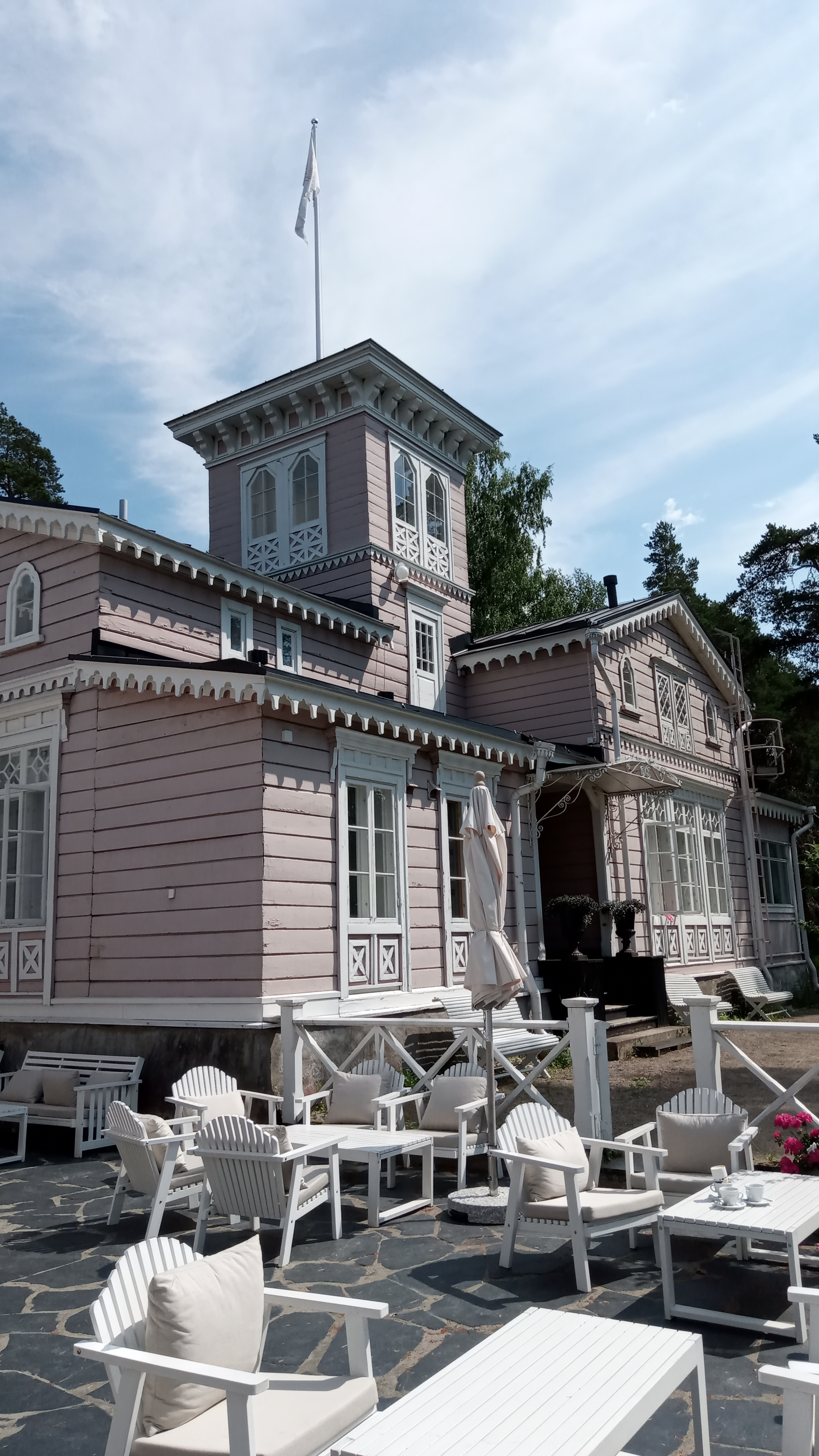
蓬卡哈尔尤国家旅馆

蓬卡哈尔尤国家旅馆（芬蘭語：Punkaharjun Valtionhotelli）是一家位于芬兰东部萨翁林纳市的旅馆，位置在蓬卡哈尔尤蛇形丘区域内。
该建筑于1845年在俄国沙皇尼古拉一世的资助下建成。其功用主要是森林守卫者的住屋，但也为旅客提供住宿服务。1879年，当局开始把这个建筑改为国家旅馆，而森林守卫则搬至别处。瑞士风格的森林守卫者住屋最初是由建筑师恩斯特·洛尔曼设计的，但该建筑后来曾多次扩建过。蓬卡哈尔尤国家旅馆至今依然提供住宿服务，是芬兰现今还提供住宿服务的历史最久的旅馆。旅馆建筑在1978-1979年间及2016年得到重新修复。2016年该建筑被私人买下，在经过大型改造后以“蓬卡哈尔尤旅馆”（Hotelli Punkaharju）的名字经营。旅馆的经营者为芬兰著名的前模特萨伊米·霍耶尔。
由于旅馆内房间不多，1890年代时在蓬卡哈尔尤国家旅馆旁边修建了由建筑师塞巴斯蒂安·格里彭贝里设计的“皇后别墅”（Keisarinnan Huvila）。别墅当时的名字是“蓬卡叙尔耶别墅”（Villa Punkasyrjä）。但俄国皇后并未在此别墅下榻过，因此现今名字的来源未知。